# 韦雷迪尼亚
韦雷迪尼亚是巴西米纳斯吉拉斯州的一个市镇。总面积635.262平方公里，总人口5732人，人口密度9人/平方公里。